# Список экорегионов Афганистана
Следующий список экорегионов Афганистана согласован со Всемирным фондом дикой природы (WWF):

## Наземные экорегионы

### Хвойные леса умеренного пояса
- Восточноафганские гористые хвойные леса

### Луга, саванны и кустарники умеренного пояса
- Леса Гиссаро-Алая

### Горные луга и кустарники
- Альпийские луга Горат-Хазарата
- Альпийские луга Гиндукуша
- Альпийские степи Каракорума
- Северо-Западные гималайские альпийские луга и кустарники
- Альпийские пустыни и тундры Памира
- Альпийские луга Сулеймановых гор

### Пустыни и засушливые области
- Афганская Горная полупустыня
- Бадхиз-Карабильская полупустыня
- Засушливые леса Белуджистана
- Засушливые леса Центральноафганских гор
- Центральноперсидский пустынный бассейн
- Засушливые леса Парапамиз
- Северопакистанская песчаная пустыня